# Herero
L'herero (en herero otjiherero) és una llengua de la família bantu del grup de llengües nigerocongoleses. És parlat pels hereros de Namíbia (237.000), Botswana (34.000) i Angola (172.000). La població total d'ambdós països és d'aproximadament 442.000 individus.

## Família lingúística
L'herero forma part del grup R de les llengües bantus, concretament al subgrup de les llengües hereros juntament amb el dhimba, que a vegades havia estat considerada com dialecte seu. Segons el glottolog, juntament amb les llengües ndongues i les llengües umbundus forma part de les llengües herero-nkumbi-wambos.

## Distribució geogràfica i etnologia
Els hereros són els membres del grup humà que parlen la llengua herero. Aquests, segons l'ethnologue viuen a Namíbia i a Botswana i segons el joshuaproject també hi ha un grup significatiu de 172.000 hereros a Angola.

### Hereros a Namíbia
Els 206.000 (2006) hereros de Namíbia (237.000 segons el joshuaproject) viuen a la regió d'Omaheke, al sud-est i centre de la regió d'Otjozondjupa i a la regió de Kunene, al nord de Sesfontein, a prop de la frontera amb Angola.
Segons el mapa lingüístic de Namíbia de l'ethnologue, hi ha 5 zones de parla herero al país, totes elles al nord del país. Quatre d'aquestes zones estan juntes, al nord-est del país, una d'aquestes zones la comparteixen amb els ju'hoans, una altra amb els Kxau'eins i una altra amb els naros; en aquesta zona limiten amb Botswana a l'est i al sud i amb els ju'hoans i els kung-ekokes al nord. A l'oest i al sud limiten amb territori poc poblat. L'altra zona, situada molt més al nord-est del país, els hereros la comparteixen amb els zembes, amb els quals limiten al nord-est i a l'est. També limiten amb els ndongues al nord-oest i amb els names al sud.

### Botswana
Els 30.000 hereros de Botswana (2006) viuen en diverses zones juntament amb altres grups ètnics. Principalment habiten al districte de Ghanzi, al districte del Nord-oest, al districte Central, al districte de Kgalagadi i al districte de Kgatleng. Segons el mapa lingüístic de Botswana els hereros viuen a prop de la frontera de Namíbia, entre els kw'au'eins i els naros.

## Sociolingüística, estatus i ús de la llengua
L'herero a Namíbia i a Botswana és una llengua desenvolupada (EGIDS 5), és parlada per persones de totes les generacions i està estendarditzada. Té diccionari, gramàtica i el 1987 es va traduir la bíblia en aquesta llengua. El govern namibi va reconèixer l'herero com a llengua educacional, cosa que es va implementar el 2003. Els hereros de Botswana també parlen l'anglès i més de la meitat tenen el tswana com a segona llengua.